# Gornji ravni mišić
Gornji ravni mišić (lat. musculus rectus superior) je mišić oka.
Gornji ravni mišić pripada skupini mišića oka, točnije mišića pokretača očne jabnučice.
Gornji ravni mišić inervira živac pokretač oka (lat. oculomotorius).

## Polazište i hvatište
Mišić polazi sa Zinnovog prstena i hvata se za gornji dio bjeloočnice oka, 7,5 mm od limbusa (granica na prednjoj strani oka, gdje rožnica oka prelazi u bjeloočnicu).